# Лацков, Николай Сергеевич
Никола́й Серге́евич Лацков (17 января 1917, Аткарск, Саратовская губерния — 2 июля 1979, Жуковский, Московская область) — советский военный лётчик, лётчик-испытатель, Герой Советского Союза.

## Биография
Родился в семье рабочего. Русский. Член КПСС с 1939 года. Окончил 10 классов, учился в медицинском институте. Работал в паровозном депо в Аткарске.
В Красной Армии с 1937 года. В 1940 году окончил Энгельсскую военно-авиационную школу пилотов. На фронтах Великой Отечественной войны с марта 1943 года. С марта 1943 года до марта 1945 года сражался в составе 16-й воздушной армии на Центральном, Белорусском и 1-м Белорусском фронтах. Принимал участие в Курской битве, освобождении Украины, Белоруссии, Польши, разгроме врага на территории Германии. Командир эскадрильи 431-го штурмового авиаполка (299-я штурмовая авиационная дивизия, 16-я воздушная армия, 1-й Белорусский фронт), старший лейтенант.
К июлю 1944 года совершил 112 боевых вылетов на самолёте Ил-2 на штурмовку железнодорожных эшелонов, складов, скоплений живой силы и техники противника, в воздушных боях сбил 3 вражеских самолёта.
Звание Героя Советского Союза с вручением ордена Ленина и медали «Золотая Звезда» (№ 3109) старшему лейтенанту Лацкову Николаю Сергеевичу присвоено 26 октября 1944 года за 112 боевых вылетов на штурмовике Ил-2, нанесение большого урона врагу и проявленные при этом доблесть и мужество.
В 1949 году окончил Военно-воздушную академию. С 1951 года на лётно-испытательной работе в ГК НИИ ВВС. В 1959 году вышел в запас в звании полковника.
С 1961 года работал в ЛИИ руководителем полётов, начальником комплекса управления воздушным движением ЛИЦ ЛИИ в городе Жуковский Московской области.

## Награды
Награждён орденом Ленина, 4 орденами Красного Знамени, орденами Александра Невского, Отечественной войны 1 степени, 2 орденами Красной Звезды, медалями.

## Память
- Именем Лацкова названы улицы в городах Жуковский Московской области и Слуцк Минской области.
- Лацков удостоен звания почётного гражданина города Слуцка.
- В 2015 году на Аллее Героев в Аткарске Лацкову установлен памятный бюст[5].